# Симонида Кордић
Симонида Кордић (Титоград, 18. јануар 1969) српски и црногорски је правник, мастер економиста, новинар, министарка туризма у Влади Црне Горе, чланица Председништва Нове српске демократијеи бивша посланица Скупштине Црне Горе.

## Биографија

### Образовање
Рођена је 18. јануара 1969. године у свештеничкој породици, а њен деда је био инжењер шумарства и официр Југословенске војске. Средњу школу је завршила 1987. године у Даласу (Тексас, САД). Дипломирала је 10. децембра 1992. године на Правном факултету Универзитета у Београду, а мастер студије пословне администрације је завршила 2005. године на Универзитету Шефилд (Јужни Јоркшир).

### Новинарска каријера
Током Одбрамбено-отаџбинског рата 1992-1995 је била ратни извештач ТВ Политика, као и уредник њене спољнополитичке рубрике и информативне редакције. Радила је као новинар листа Политика, да би касније прешла на место међународног политичког дописника БК ТВ. Извештавала је из Лондона, Женеве, Куала Лумпура... Писала је за Дневни телеграф, НИН, Недељни телеграф, Политика Експрес...
У периоду 1995—1997 година, радила је као члан Експертског типа Републике Српске и БиХ у преговорима са Лондонским клубом. Између 2000. и 2002. године је била део Тима одбране и заступања оптужених пред Међународним судом за бившу Југославију у Хагу.

### Политичка каријера
Од 2002. до 2010. године је била саветница за односе са медијима и међународним организацијама председника општине Херцег Нови.
Била је портпарол Српске народне странке, потом и потпредседник Демократске српске странке. Помињала се као кандидат те странке за председника Црне Горе на изборима 2013. године.
На Скупштини Нове српске демократије 2017. године, изабрана је за члана Председништва и потпредседницу странке. На изборима 2017. године, била је кандидат Демократског фронта за председника општине Херцег Нови. До 2019. године је водила Канцеларију за међународну сарадњу општине Херцег Нови.
За министарку туризма у Влади Црне Горе изабрана је 23. јула 2024. године.

### Приватни живот
Поред српског, говори енглески, француски и кинески језик.
Има два сина, Петра (1998) и Константина (2000).